# Köböl Anita
Köböl Anita (Budapest, 1984. július 16. –) műsorvezető, szerkesztő, riporter

## Pályafutása
2003-ban érettségizett a Vásárhelyi Pál Kereskedelmi Középiskolában, majd felsőfokú végzettséget szerzett intézményi kommunikátor szakon a BKF képzésén. Tanulmányait a Budapesti Műszaki Főiskolán folytatta (2010 óta Óbudai Egyetem), ahol 2009-ben műszaki menedzserként diplomázott, majd az Óbudai Egyetem MSc képzésének hallgatója.
Ebben az évben végezte Komlósi Gábor riporteriskoláját (KOS), ahol megalapozta szakmai tudását, később elvégezte a Central Média Csoport szerkesztőképző tanfolyamát is.
2010 januárjától a FEM3 tv arca, ahol bemondóként láthattuk a képernyőn. Ezt követően a csatorna népszerű műsoránál, az Aktív című magazinműsornál volt VJ-riporter.
2011-ben a TV2 programajánlójának, az Itthon.hu-nak a háziasszonya.
2012-ben megkapta első önálló műsorát, továbbra is a TV2-n látható az EgészségMánia című magazinműsor műsorvezetőjeként. Négy évad után a műsort követően online újságíróként dolgozott a hazai médiapiacon, majd ismét visszatért a képernyőre a Falforgatók című lakberendezési műsor háziasszonyaként. Ugyanebben az időszakban lett a Red Carpet című magazinműsor felelős szerkesztője és műsorvezetője egyben, ami később Ripost néven volt látható.
Elindította saját Youtube-csatornáját, ahol érdekes és felkapott témákról beszélget vendégeivel, akiket egy mélyinterjú közben ismerhetnek meg a hallgatók #Nofilter címmel. 
2022-től az ATV Start című közéleti és politikai műsorát vezeti. Ezzel párhuzamosan a Híradó egyik állandó hírolvasójaként is láthatják a nézők. 2024-től saját műsora indult, A Nő 3x Köböl Anitával címmel.
2024-ben megkapta a Magyar Szóvivők Országos Egyesületének gondozásában létrehozott Szóvivők Média Díját munkája elismeréseként.